# Стрелецкий приказ

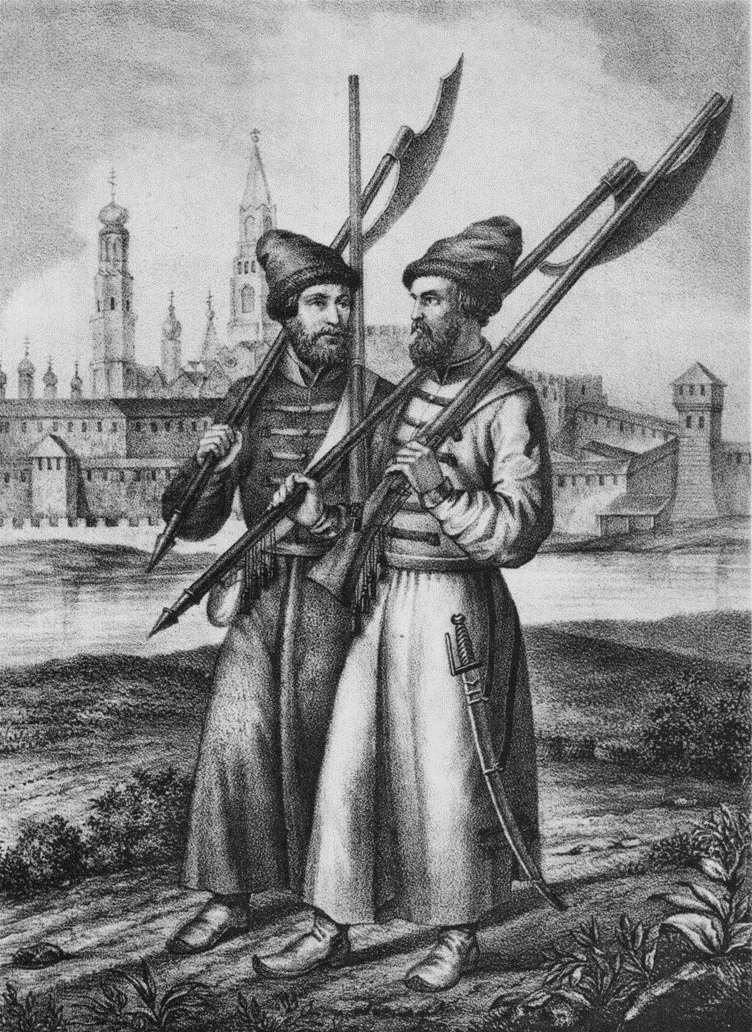
Стрельцы московских полков Лутохина и Полтева, 1674 год.

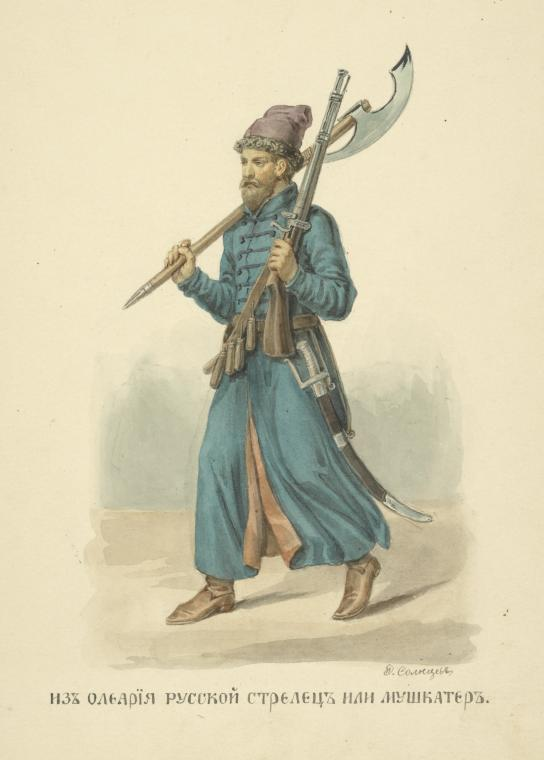
Русский стрелец или мушкетёр, рисунок А. Олеарийя

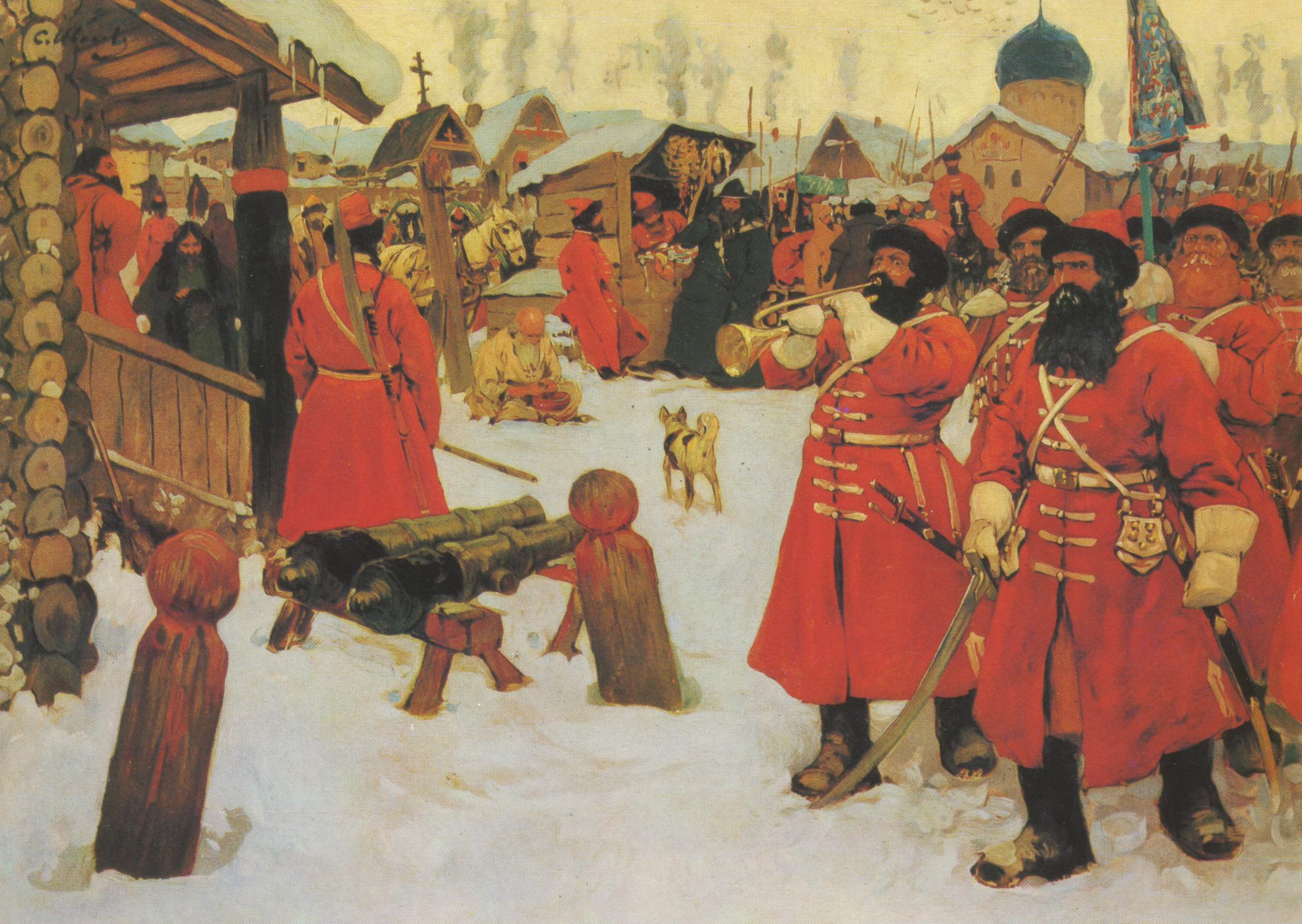
Стрельцы.

Стрелецкий приказ — приказ, образованный при Иване IV Грозном в ходе административных реформ 1555—1556 годов как центральный орган военного управления стрелецким войском и городовыми казаками.

## История
Первоначально приказ именовался Стрелецкой избой. Ведал ею дьяк, в подчинении у которого находилось несколько подьячих, осуществлявших текущее делопроизводство. Из числа первых руководителей Стрелецкой избы известны дьяки Григорий Григорьевич Колычов (1571—1572), Василий Яковлевич Щелкалов (1573) и Рудак (Лука) Иванович Толмачев (1578—1580).
К началу 1580-е годов за большинством центральных государственных и дворцовых учреждений закрепляется название «приказ». Во главе основных ведомств становятся бояре-судьи, при которых в помощниках состояли один — два дьяка, руководивших повседневной работой штата подьячих. Одним из первых судей Стрелецкого приказа стал боярин Иван Васильевич Годунов, возглавлявший его с 1586 года по 1593 год. Из числа дьяков, служивших в стрелецком ведомстве при И. В. Годунове, известен дьяк Иван Карпов (1589 год — 1604 год). В первые годы XVII века вместе с И. Карповым в дьяках Стрелецкого приказа состоял также Игнатий Тимофеевич Сафонов (1602 год — 1604 год).
Первоначально деятельность стрелецкого ведомства носила сугубо военно-административный характер. Деньги, продовольствие и прочие материальные средства, необходимые для обеспечения службы стрелецкого войска и городовых казаков поступали в распоряжение приказа из других ведомств, в управлении которых находилось тяглое население городов и черносошное крестьянство.
К компетенции приказа относились вопросы, касающиеся организации службы стрельцов и городовых казаков, в том числе комплектование формируемых подразделений и частей, обеспечение их вооружением и прочим необходимым имуществом, выдача служилым людям денежного и хлебного жалованья, распределение отдельных частей на различные службы. В ведении приказа находились земли, выделяемые под стрелецкие и казачьи поселения в городах, а также поместные земли, предоставляемые за службу офицерскому составу стрелецких частей.
В 1613 году из ведения Стрелецкого приказа были изъяты функции по управлению городовыми казаками, переданные во вновь учрежденный Казачий приказ. В первой трети XVII века компетенция приказа была расширена за счёт передачи ему разыскных и судебных дел по различным уголовным преступлениям, «опричь разбою и татьбы (воровства) с поличным», которые по-прежнему рассматривались в Разбойном приказе. В декабре 1629 года в ведение приказа перешла тульская Оружейная слобода — основной центр производства отечественных самопалов.
В 1672 году приказу были переданы функции по сбору с населения стрелецких денег и стрелецких хлебных запасов. Для выполнения этой задачи приказу были подчинены два других ведомства — Приказ сбора стрелецкого хлеба (известен с 1662 года) и вновь учрежденный Приказ приёма стрелецкого хлеба. Доставляемые в Москву хлебные запасы поступали на специальные житные дворы, располагавшиеся у Мясницких и Калужских ворот Земляного города. Ведали приёмом и выдачей хлеба дьяки и подьячие, назначаемые из Стрелецкого приказа, а также «целовальники» из числа выборных рядовых стрельцов московских полков.
Расширение полномочий приказа повлекло за собой увеличение его штатной численности. Если в 1646 году на службе в Стрелецком приказе состояло 36 подьячих, то к 1675 году их число увеличилось до 52 человек. Число дьяков во второй половине XVII века колебалось от двух до пяти человек.
В 1676 году в ведение приказа были переданы московские выборные солдатские полки, но уже в 1680 году управление этими полками было возвращено в прежние ведомства. Тогда же из ведения Стрелецкого приказа были изъяты городовые стрельцы, управление которыми было передано другим приказам. С этого времени Стрелецкий приказ ведал только стрелецким гарнизоном Москвы, а также населением городов, ранее находившимся в подчинении Костромской чети, объединённой со Стрелецким приказом в том же году.
В Москве Стрелецкий приказ выполнял полицейские функции (по современному МВД). Сюда препровождали задержанных стрельцами взятых с поличным преступников. Приказу поручалось ведение расследований по некоторым государственным делам. К примеру в ночь на 14 ноября 1671 года глава Стрелецкого приказа думный дьяк Иларион Иванов производил арест боярыни Морозовой, видной сторонницы протопопа Аввакума (одного из лидеров старообрядчества).
5 сентября 1679 года правительством России было решено все старые прямые подати данные, стрелецкие, ямские и полоняничные отставить «до валовых писцов» и брать вместо всех них по одному рублю 30 копеек с двора в стрелецкий приказ. В 1681 году в Стрелецкий приказ переданы дела Ямского приказа.
В период восстания московских стрельцов, вспыхнувшего в мае 1682 года, по требованию мятежников приказ был переименован в Приказ надворной пехоты. Старое название было возвращено учреждению вскоре после подавления мятежа в декабре того же года.
С началом ликвидации стрелецкого войска в 1699 году некогда влиятельное военно-полицейское ведомство постепенно преобразуется в административно-хозяйственное учреждение. После упразднения в ноябре 1699 года Земского приказа, ведавшего ранее городским благоустройством в Москве и ряде других городов, все его дела были переданы Стрелецкому приказу. Указом от 23 июня 1701 года Стрелецкий приказ был переименован в Приказ земских дел. Позднее все дела, касавшиеся стрелецкой службы, были переданы во вновь учрежденный Приказ военных дел.

## Приказные судьи XVII века
- май 1605 — 17 мая 1606 — (?) Басманов Пётр Фёдорович, боярин
- январь 1611 г. — Салтыков Иван Михайлович, боярин
- 1606—1610 — Иван Иванович Шуйский во главе Стрелецкого приказа.[2]
- 1610—1612 — Александр Гонсевский, начальник Стрелецкого приказа и боярин.[3][4]
- 1613 — до октября 1623 — князь Лобанов-Ростовский Афанасий Васильевич, стольник (с 1613/14 — чашник; с 1614/15 — боярин)
- 15 октября 1623 — до 4 апреля 1642 — князь Черкасский Иван Борисович, боярин
- 12 апреля 1642 — март 1645 — Шереметев Фёдор Иванович, боярин
- 26 марта 1645 — 30 мая 1648 — Морозов Борис Иванович, боярин
- 4 июля — 14 сентября 1648 — князь Черкасский Яков Куденетович, боярин
- 14 сентября 1648 — до 31 октября 1665 — Милославский Илья Данилович, боярин
- октябрь 1665 — до 2 октября 1669 — Дуров Александр Степанович, думный дьяк
- 2 октября 1669 — январь 1676 — Иванов, Ларион Иванович, думный дьяк
- 4 февраля 1676 — 16 мая 1682 — князь Долгорукий Юрий Алексеевич, боярин
- 17 мая — 17 сентября 1682 — князь Хованский Иван Андреевич, боярин
- сентябрь — декабрь 1682 — Змеев Венедикт Андреевич, думный дворянин
- 10 декабря 1682 — 8 сентября 1689 — Шакловитый Федор Леонтьевич, думный дворянин (с 21 марта 1689 — окольничий)
- 8 сентября 1689—1700 — князь Троекуров Иван Борисович, боярин[5].

## Размещение

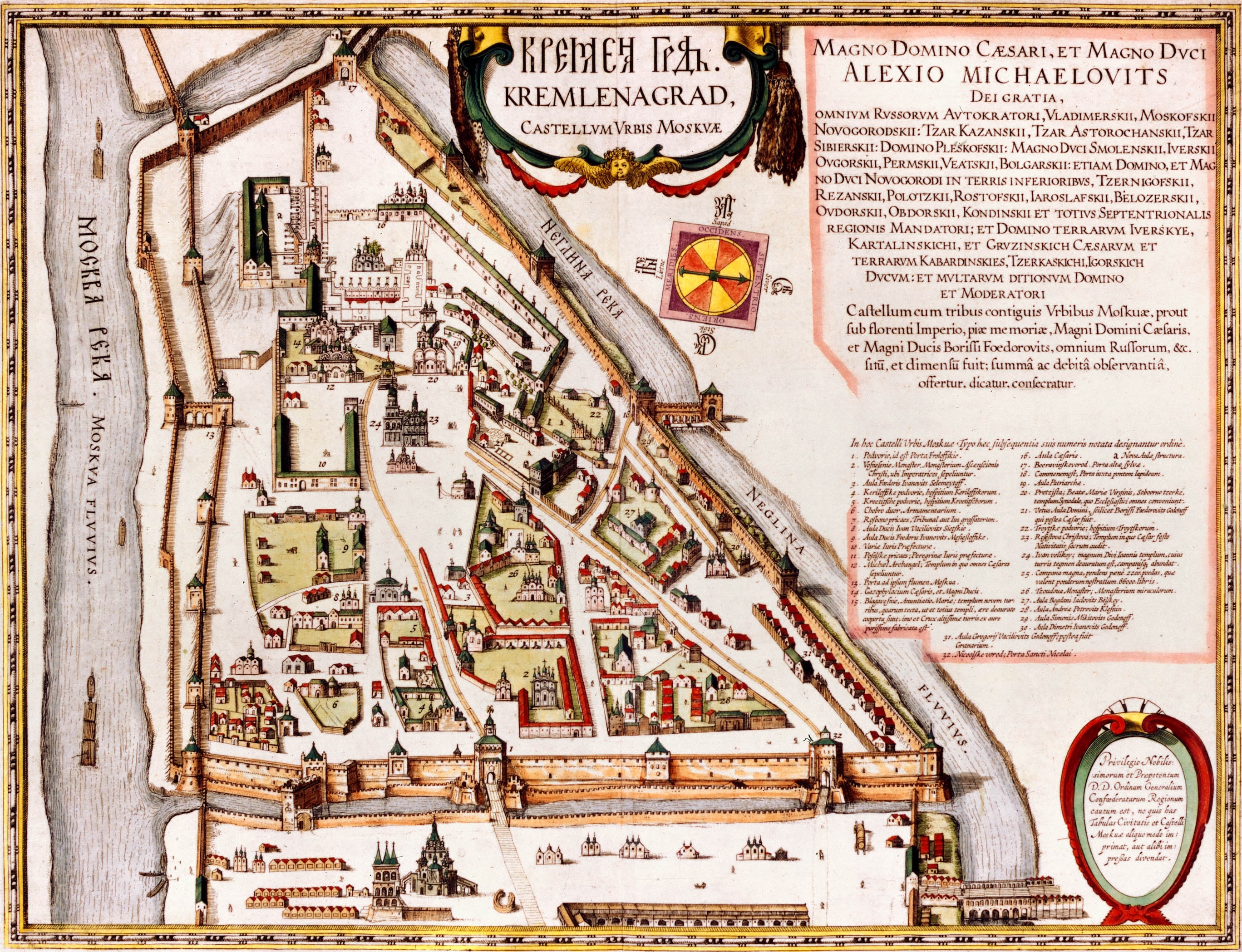
Московский Кремль в начале XVII в.; в центре — здание приказов

Здание приказов, построенное ещё при царе Борисе Годунове, располагалось на Ивановской площади Кремля и представляло собой двухъярусные каменные палаты П-образной формы. Стрелецкий приказ располагался в южном крыле здания, тянувшегося по взгорью над берегом Москвы-реки, на первом этаже, в угловой палате (42 кв. саж.). К ней примыкала «чёрная палата» Стрелецкого приказа (30 кв. саж.), в которой проводились розыски по различным делам и содержались подследственные.
Новые Приказные палаты, построенные в конце 1670-х гг., также представляли собой двухэтажное каменное здание, которое протянулось по Кремлёвскому взгорью от Архангельского собора в сторону Спасских ворот. При распределении палат между ведомствами в 1680 г. Стрелецкому приказу были отведены четыре крайних помещения восточного крыла здания.